# Annetta
Annetta – miasto w Stanach Zjednoczonych, w stanie Teksas, w hrabstwie Parker.